# Jacqueline Piatier
Pour les articles homonymes, voir Piatier et Gallini.
Jacqueline Piatier, née Gallini le 12 juin 1921 à Paris et morte le 20 janvier 2001 dans la même ville, est une journaliste et critique littéraire française. Elle est surtout connue pour avoir créé en 1967 et dirigé jusqu'en 1983 les pages littéraires du Monde, Le Monde des livres.

## Biographie
Jacqueline Piatier fait des études de lettres et obtient un diplôme d'études supérieures. Son mémoire de fin d'études à pour sujet « Ernest Renan et l'âme féminine », sous la direction de René Pintard.
En 1945, elle entre au journal Le Monde, un an après sa fondation par Hubert Beuve-Méry. Pendant dix ans, elle est affectée à « La Bibliothèque », le service de documentation du quotidien,.
Durant les années 1950, elle commence à écrire des articles qu'elle signe « J. Piatier », afin que ceux qui « ne me connaissaient pas pensassent que cette initiale dissimulait un prénom d'homme » ; le journal avait à cette époque une rédaction strictement masculine. À la suite d'un article publié sur la prostitution, Hubert Beuve-Méry juge que cette enquête prend « une position qui ne pouvait être qu'une position de femme », et lui demande de signer sous son nom complet.
Jacqueline Piatier crée en 1967 Le Monde des livres, supplément littéraire de l'édition du quotidien datée du vendredi. Le premier numéro paraît le 1er février 1967 et est composé de huit pages. Elle restera à sa tête seize années où elle sera remplacée par François Bott en 1983. On lui doit notamment la découverte des œuvres de Claude Simon ou d'Alain Robbe-Grillet, et du genre littéraire du Nouveau Roman. En 1975, pour le roman La Vie devant soi qui remporte le prix Goncourt, elle soupçonne son auteur Émile Ajar, d'être un nom de plume de Romain Gary ; ce dernier dément l'information. L'information est finalement confirmée en 1980, à la mort de Romain Gary, qui reste le seul auteur à avoir remporté deux fois le prix Goncourt (ce qui était interdit).
Elle devient membre du jury du Prix Médicis en 1978. En 1980, elle est invitée par Jacques Chancel pour participer à l'émission Radioscopie sur France Inter.
Mariée et mère de trois enfants, elle meurt le 20 janvier 2001 à l'âge de 79 ans.